# Полонська міська рада
Поло́нська міська́ ра́да — адміністративно-територіальна одиниця та орган місцевого самоврядування в Полонському районі Хмельницької області. Адміністративний центр — місто Полонне.

## Загальні відомості
- Територія ради: 23,53 км²
- Населення ради: 23 428 осіб (станом на 2025 рік)
- Водоймища на території, підпорядкованій даній раді: річки Дружня, Хомора, Хоморець

## Населені пункти
Міській раді підпорядковані населені пункти:
- м. Полонне
- с. Ганнусине

## Склад ради
Рада складається з 26 депутатів та голови.
- Голова ради: Скримський Франц Францович
- Секретар ради: Нарожний Сергій Сергійович

### Керівний склад попередніх скликань
| Прізвище, ім'я, по батькові     | Основні відомості                                                                   | Дата обрання | Дата звільнення |
| ------------------------------- | ----------------------------------------------------------------------------------- | ------------ | --------------- |
| Розумний Віктор Федорович       | Міський голова, 1952 року народження, член Всеукраїнського об'єднання «Батьківщина» | 26.03.2006   | 31.10.2010      |
| Розумовський Станіслав Іванович | Міський голова, 1952 року народження, освіта вища, член Партії регіонів             | 31.10.2010   | 28.02.2014      |
| Скримський Франц Францович      | Міський голова, 1960 року народження, освіта середня спеціальна                     | 26.10.2014   |                 |

Примітка: таблиця складена за даними сайту Верховної Ради України

### Депутати
За результатами місцевих виборів 2010 року депутатами ради стали:

#### За суб'єктами висування
| Суб'єкт висування                                       | Кількість обраних депутатів | %    |
| ------------------------------------------------------- | --------------------------- | ---- |
| Народна партія                                          | 7                           | 19,4 |
| Політична партія «Фронт Змін»                           | 6                           | 16,7 |
| Партія регіонів                                         | 5                           | 13,9 |
| Політична партія Всеукраїнське об'єднання «Батьківщина» | 5                           | 13,9 |
| Українська Народна Партія                               | 5                           | 13,9 |
| Єдиний Центр                                            | 2                           | 5,6  |
| Політична партія «Наша Україна»                         | 2                           | 5,6  |
| Політична партія «Сильна Україна»                       | 2                           | 5,6  |
| Комуністична партія України                             | 1                           | 2,8  |
| Політична партія Всеукраїнське об'єднання «Свобода»     | 1                           | 2,8  |

#### За округами
| № округу                                                | Прізвище, ім'я, по батькові          | Дата визнання обраним | Освіта  | Партійна приналежність                        | Відомості про обраного депутата                                                                       |
| ------------------------------------------------------- | ------------------------------------ | --------------------- | ------- | --------------------------------------------- | --- |
| Єдиний Центр                                            |                                      |                       |         |                                               | |
| 10                                                      | Хінцінський Мирослав Антонович       | 05.11.2010            | вища    | член Єдиного Центру                           | Полонська РДА, головний спеціаліст експерта з умов праці                                              |
| 12                                                      | Смалюк Микола Соловейович            | 05.11.2010            | середня | член Єдиного Центру                           | ВАТ «Полонський гірничий комбінат», начальник господарської дільниці                                  |
| Комуністична партія України                             |                                      |                       |         |                                               | |
| б/м                                                     | Сидяка Галина Онуфріївна             | 05.11.2010            | середня | член Комуністичної партії України             | пенсіонер                                                                                             |
| Народна Партія                                          |                                      |                       |         |                                               | |
| б/м                                                     | Вістяк Юрій Олександрович            | 05.11.2010            | вища    | член Народної партії                          | пенсіонер                                                                                             |
| б/м                                                     | Варивода Анатолій Вікторович         | 05.11.2010            | вища    | член Народної партії                          | Колективне підприємство «Сервіс», директор                                                            |
| б/м                                                     | Ліпінська Лариса Віталіївна          | 05.11.2010            | вища    | член Народної партії                          | Полонська ЦРЛ ім. Н. Говорун, лікар загальної практики                                                |
| 6                                                       | Іванов Анатолій Ілліч                | 05.11.2010            | вища    | член Народної партії                          | Хмельницький обласний центр соціально — психологічної реабілітації дітей"Щасливе дитинство", директор |
| 7                                                       | Собко Петро Васильович               | 05.11.2010            | вища    | член Народної партії                          | СТОВ агрофірма «Маяк», головний зоотехнік                                                             |
| 9                                                       | Мицак Леонід Ярославович             | 05.11.2010            | середня | позапартійний                                 | Полонський районний будинок культури, керівник народного колективу                                    |
| 13                                                      | Вельма Юрій Петрович                 | 05.11.2010            | вища    | член Української Народної Партії              | приватний підприємець                                                                                 |
| Партія регіонів                                         |                                      |                       |         |                                               | |
| б/м                                                     | Мосійчук Олександр Всеволодович      | 05.11.2010            | вища    | член Партії регіонів                          | Районний центр соціальних служб для сім'ї, дітей та молоді, начальник відділу соціальної роботи       |
| б/м                                                     | Ржегак Володимир Миколайович         | 05.11.2010            | середня | член Партії регіонів                          | Полонська міська рада, перший заступник міського голови                                               |
| б/м                                                     | Нагорнюк Володимир Іванович          | 05.11.2010            | середня | член Партії регіонів                          | Полонський міський водоканал, директор                                                                |
| 2                                                       | Молодоженя Сергій Володимирович      | 05.11.2010            | вища    | член Партії регіонів                          | Полонський НВК № 2, вчитель                                                                           |
| 4                                                       | Підгайний Вадим Вікторович           | 05.11.2010            | вища    | позапартійний                                 | Полонська загальноосвітня школа І-ІІ ст. № 5, директор                                                |
| Політична партія Всеукраїнське об'єднання «Батьківщина» |                                      |                       |         |                                               | |
| б/м                                                     | Ярославська Тетяна Євгенівна         | 05.11.2010            | вища    | член Всеукраїнського об'єднання «Батьківщина» | тимчасово не працює                                                                                   |
| б/м                                                     | Вощатинський Олександр Олександрович | 05.11.2010            | вища    | член Всеукраїнського об'єднання «Батьківщина» | Полонське районне управління юстиції, відділ державної виконавчої служби, головний спеціаліст         |
| б/м                                                     | Вишневська Евеліна Павлівна          | 05.11.2010            | вища    | член Всеукраїнського об'єднання «Батьківщина» | тимчасово не працює                                                                                   |
| 5                                                       | Шуляк Олег Ігорович                  | 05.11.2010            | вища    | член Всеукраїнського об'єднання «Батьківщина» | приватний підприємець                                                                                 |
| 11                                                      | Пасіщук Віктор Вікторович            | 05.11.2010            | вища    | член Всеукраїнського об'єднання «Батьківщина» | пенсіонер                                                                                             |
| Політична партія Всеукраїнське об'єднання «Свобода»     |                                      |                       |         |                                               | |
| б/м                                                     | Шпег Віталій Іванович                | 05.11.2010            | середня | член Всеукраїнського об'єднання «Свобода»     | Шепетівська дистанція сигналізації та зв'язку, змінний інженер                                        |
| Політична партія «Наша Україна»                         |                                      |                       |         |                                               | |
| б/м                                                     | Тесля Олександр Андрійович           | 05.11.2010            | вища    | член Політичної партії «Наша Україна»         | тимчасово не працює                                                                                   |
| 15                                                      | Сімчера Іван Васильович              | 05.11.2010            | вища    | позапартійний                                 | Полонська ЦРЛ ім. Н. С. Говорун, лікар                                                                |
| Політична партія «Сильна Україна»                       |                                      |                       |         |                                               | |
| б/м                                                     | Свінціцький Сергій Валентинович      | 05.11.2010            | вища    | член Політичної партії «Сильна Україна»       | Полонське підприємство теплових мереж, директор                                                       |
| 18                                                      | Скримський Руслан Франсович          | 05.11.2010            | вища    | член Політичної партії «Сильна Україна»       | ФГ «Колос», ветлікар                                                                                  |
| Політична партія «Фронт Змін»                           |                                      |                       |         |                                               | |
| б/м                                                     | Покотилець Віктор Миколайович        | 05.11.2010            | вища    | член Політичної партії «Фронт Змін»           | ПП «Вікам», керівник                                                                                  |
| б/м                                                     | Діденко Володимир Федорович          | 05.11.2010            | середня | член Політичної партії «Фронт Змін»           | приватний підприємець                                                                                 |
| б/м                                                     | Кузьміч Едуард Вячеславович          | 05.11.2010            | вища    | член Політичної партії «Фронт Змін»           | Полонська загальноосвітня школа I-III ст. № 2, вчитель                                                |
| 14                                                      | Ступак Юрій Ананійович               | 05.11.2010            | середня | член Політичної партії «Фронт Змін»           | приватний підприємець                                                                                 |
| 16                                                      | Бігдаш Оксана Василівна              | 05.11.2010            | вища    | позапартійна                                  | Полонська загальноосвітня школа I-III ст. № 4, заступник директора                                    |
| 17                                                      | Березовий Володимир Іванович         | 05.11.2010            | вища    | член Політичної партії «Фронт Змін»           | Полонська ЦРЛ, лікар-невролог                                                                         |
| Українська Народна Партія                               |                                      |                       |         |                                               | |
| б/м                                                     | Рибачок Анатолій Миколайович         | 05.11.2010            | вища    | член Української Народної Партії              | Полонська міська станція юних туристів, директор                                                      |
| б/м                                                     | Олійник Сергій Олександрович         | 06.12.2010            | вища    | член Української Народної Партії              | КП «Буртинський завод вогнетривів», директор                                                          |
| 1                                                       | Загоруйко Віталій Михайлович         | 05.11.2010            | вища    | член Української Народної Партії              | Полонська ЦРЛ, хірург                                                                                 |
| 3                                                       | Дрегало Віктор Євгенович             | 05.11.2010            | вища    | член Української Народної Партії              | приватний підприємець                                                                                 |
| 8                                                       | Цюпенко Олег Володимирович           | 15.04.2011            | середня | член Української Народної Партії              | приватний підприємець                                                                                 |